# Tetrastigma campylocarpum
Tetrastigma campylocarpum là một loài thực vật hai lá mầm trong họ Nho. Loài này được (Kurz) Planch. miêu tả khoa học đầu tiên năm 1887.